# CHIKU-TAKU/ゴーイング マイ ウェイ!
『CHIKU-TAKU／ゴーイング マイ ウェイ!』（チクタク / ゴーイング マイ ウェイ!）は、LinQの5枚目のシングル。

## 概要
現時点でT-Palette Recordsから発売した最後のシングルで、初代リーダーだった上原あさみが参加した最後の作品。
1月31日付のオリコンデイリーチャートでは3位を記録 。ウィークリーチャートでも5位となり、自己最高位（それまでの自己最高位は前作の6位）を更新した。インディーズの女性グループによる2作連続のトップ10入りは、史上初となる。

## 収録曲
1. CHIKU-TAKU
作詞・作曲・編曲：Yasushi Watanabe
2. ゴーイング マイ ウェイ!
作詞：SUIMI、Kotaro Egami、作曲：Justin Moretz、SUIMI、Kotaro Egami、編曲：Kotaro Egami
3. あの街の空
作詞・作曲：DAY.C、編曲：Jun Abe
4. CHIKU-TAKU (inst)
5. ゴーイング マイ ウェイ! (inst)

## 収録アルバム
※現時点でオリジナル・アルバムには未収録であるが、下記のコンピレーション・アルバムに本シングルの収録曲が収められている。
| 曲名       | アルバム名                                              | 発売年月日    | Track No. |
| ---------- | ------------------------------------------------------- | ------------- | --------- |
| CHIKU-TAKU | T-Palette Records 2nd Anniversary Mix〜Diggin' on you〜 | 2013年7月17日 | 1         |
| あの日の空 | T-Palette Records 2nd Anniversary Mix〜Diggin' on you〜 | 2013年7月17日 | 15        |